# 음비라

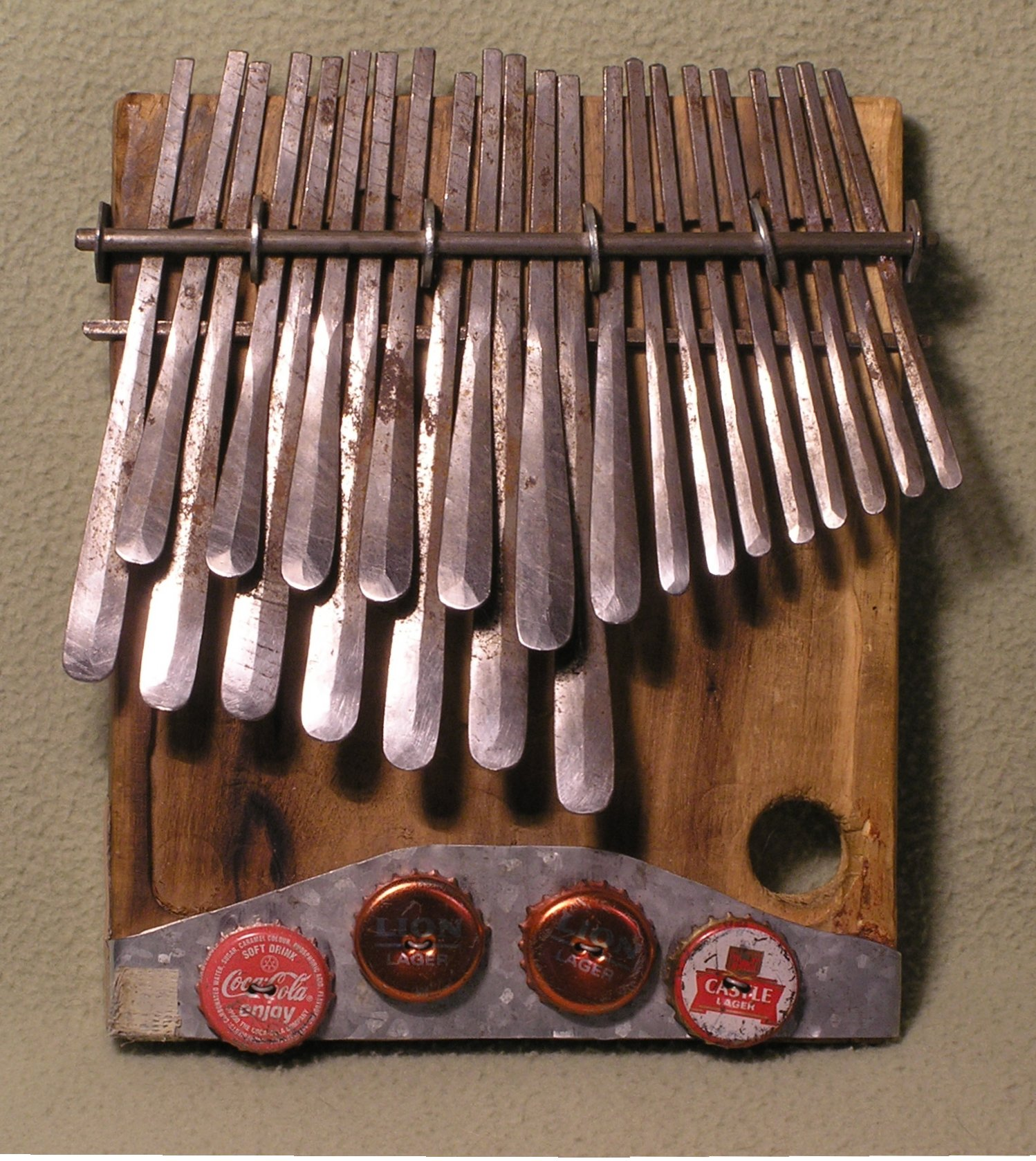
음비라

엠비라(mbira, 므비라)는 아프리카 원주민의 라멜로폰을 본뜬 것으로, 길고 좁은 금속판 여러 개를 튕겨서 소리를 내는 유율타악기이다. 두 손으로 악기를 붙잡고 엄지손가락으로 타인을 잡아당겨서 연주한다. 엠비라는 보통 라멜로폰 계열의 일부로, 또 타현악기의 일부로 분류된다.

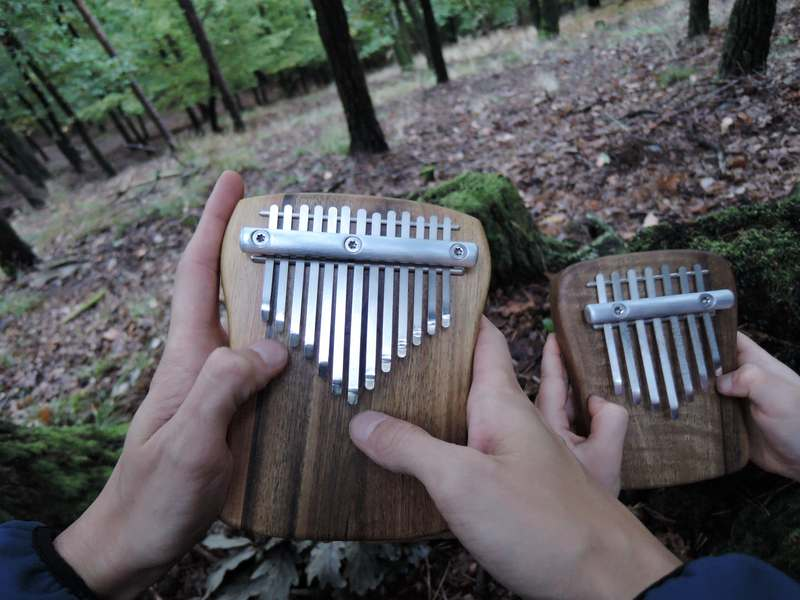

이러한 악기류는 여러 이름으로 알려져 있다. 음비라는 카리브 제도에서 칼림바(kalimba), 마림불라(marímbula)로도 부른다.

## 역사
다양한 종류의 이디오폰과 라멜로폰이 수천 년에 걸쳐 아프리카에 존재해왔다. 타인은 원래 대나무로 만들어졌으나 수년에 걸쳐 금속 키가 개발되었다. 음비라는 아프리카에 두 번에 걸쳐 발명된 것으로 알려져 있다. 나무, 대나무 타인의 악기는 약 3,000년 전 아프리카의 서해안에 등장하였으며 금속 타인의 라멜로폰은 1,300년 전 즈음 잠베지강 계곡에서 등장하였다.

## 같이 보기
- 아프리카의 음악
- 폴리리듬